# Olorunia punctata
Olorunia punctata är en spindelart som beskrevs av Pekka T. Lehtinen 1967. Olorunia punctata ingår i släktet Olorunia och familjen trattspindlar.
Artens utbredningsområde är Kongo. Inga underarter finns listade i Catalogue of Life.